# The New Day (worstelgroep)
The New Day is sinds de zomer van 2014 een worstelgroep van WWE bestaande uit Big E, Kofi Kingston en Xavier Woods. De groep groeide uit tot een van de meest gewaardeerde groepen van het moderne tijdperk.
Ze werden in augustus 2015 voor de tweede keer de WWE Tag Team Champions bij het evenement SummerSlam. Ze dragen het record voor langste periode als WWE Tag Team Champions met 483 dagen. Ze werden verslagen door Cesaro en Sheamus op 18 december 2016. De groep is anno 2022 nog steeds actief, zonder een split tussendoor. Hoogtepunt was de "main event" winst van Kingston om het WWE Championship tegen Daniel Bryan bij het evenement WrestleMania 35. 

## Prestaties
- World Wrestling Entertaintment
  - WWE Championship (2 keer: Kingston en Langston)
  - WWE Tag Team Championships (2 keer, langste kampioenen ooit)
  - WWE SmackDown Tag Team Championships (6 keer)